# Maquis du Chérimont
Pour les articles homonymes, voir Chérimont.

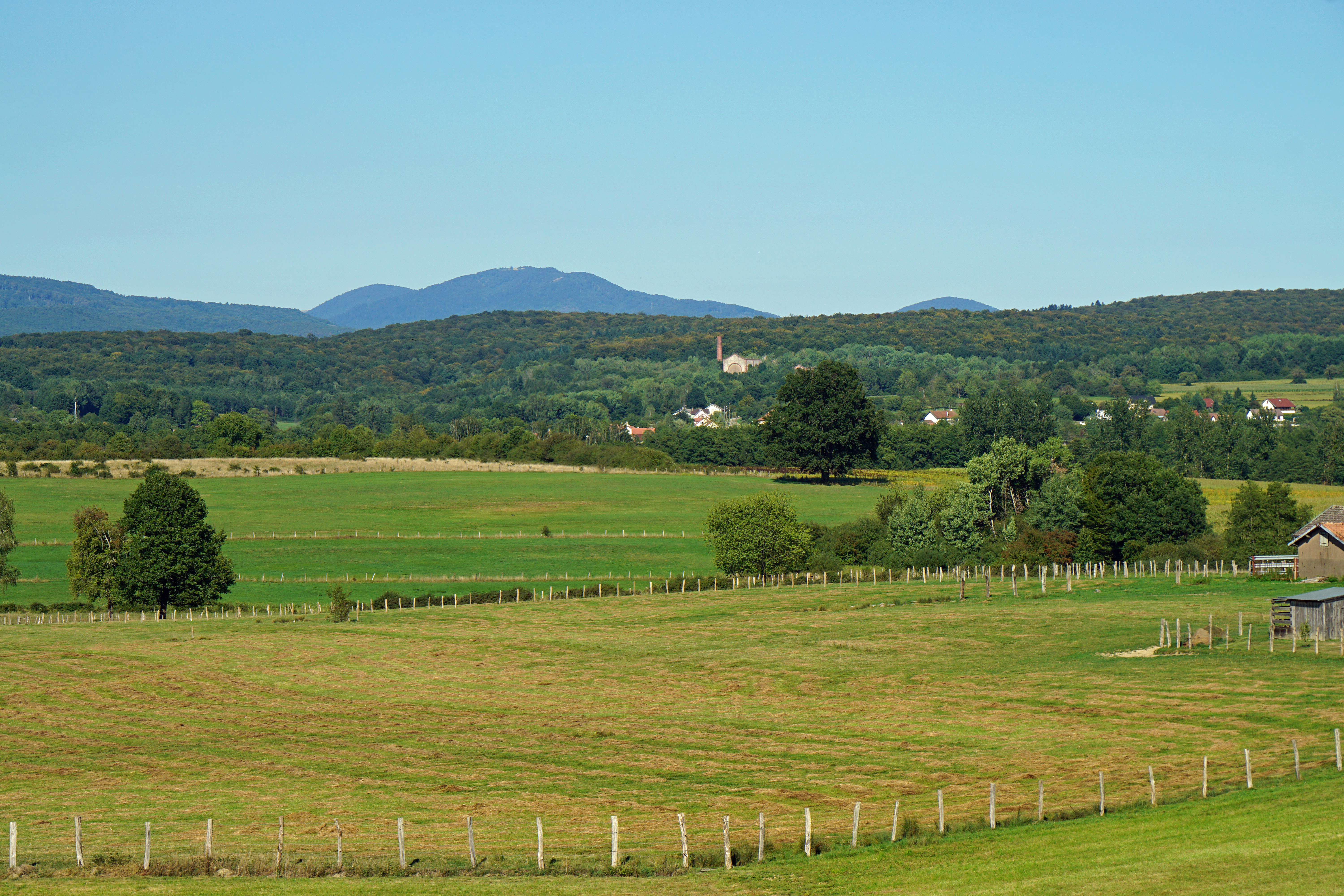
Le massif du Chérimont en vert, sous la ligne bleue des Vosges saônoises et les ruines du puits Arthur-de-Buyer.

Le maquis du Chérimont est un maquis installé en mars 1944 dans les forêts aux alentours d'Étobon, Magny-Danigon et Champagney, dans le nord de la Haute-Saône. À la suite d'un accrochage non planifié, une grande partie du groupe alors présent prit la fuite, mais fut arrêté et exécuté, principalement à Magny-Danigon.

## Historique
Le groupe de maquisards était dans un premier temps le Groupe Camille, un groupe de résistants dont les actions se résumaient à l'aide aux réfractaires du STO qui est devenu par la suite le Sous-groupement de Lure, une branche de Défense de la France.
Le groupe décida d'entreprendre des actions armées à partir du printemps 1943, et un recrutement eut lieu dans les villages de la région luronne, particulièrement à La Côte, Magny-Danigon, Arpenans, Vy-lès-Lure, Courchaton et Les Aynans. Un effectif potentiel de 500 à 800 personnes répondit à l'appel, mais la plupart manquaient d'armes. À l'annonce du Débarquement, l'ordre de prendre le maquis fut donné, mais devant les problèmes d'organisation et en l'absence de consignes claires, l'action fut repoussée.
Le 8 août 1944, la Gestapo arrête le chef du Sous-groupement de Lure, Francis Nicolas, qui de Belfort, sera déporté à Buchenwald. Il mourra au Kommando de Langenstein, le 14 mars 1945. Ordre est donné de monter au Maquis, dans un lieu connu sous le nom de la Tête de cheval, non loin de la cote 570, et dès lors, des vivres et des hommes sont acheminés sur le site. Les effectifs du maquis atteindront une centaine de personnes; ils construiront un campement et adopteront une hiérarchie. Le Maquis fut divisé en quatre sections ; celle de Lure, de Ronchamp, d'Arpenans et de Courchaton.

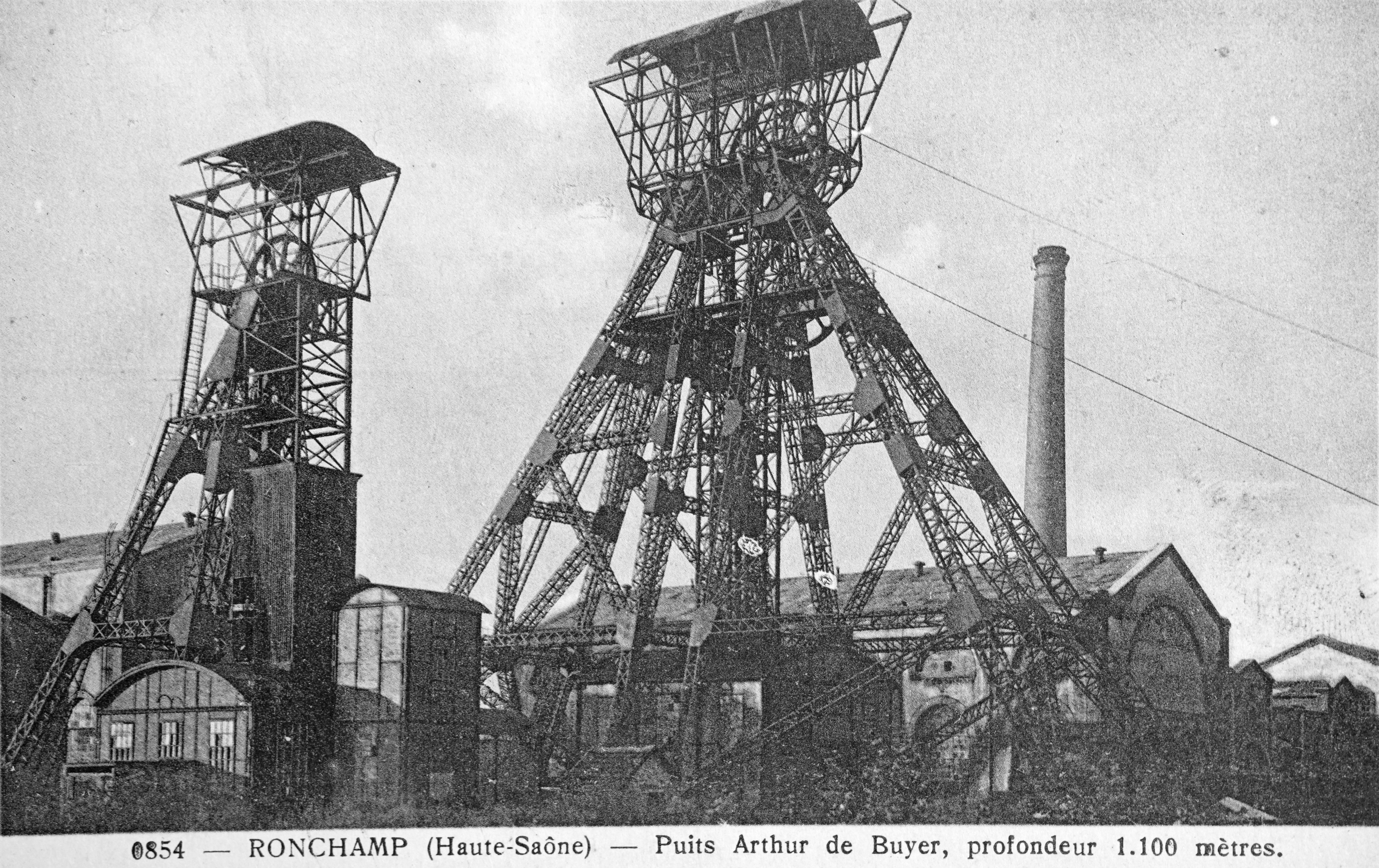
C'est près du puits Arthur-de-Buyer qu'eut lieu l'accrochage entre le soldat allemand et les maquisards.

Le 18 septembre 1944, alors que les soldats de la Wehrmacht s'emparent de positions pour établir une ligne de résistance entre Ronchamp et Magny-Danigon pour freiner l'avancée des Alliés, les maquisards alors basés à Champagney reçoivent l'ordre de rejoindre les troupes alliées à une vingtaine de kilomètres. Le hasard fit qu'un soldat s'étant éloigné pour uriner fut abattu par un maquisard, donnant ainsi l'alarme. Cette escarmouche eut lieu aux puits de la mine Arthur-de-Buyer.
Le groupe prit alors la décision de fuir en direction de Magny-Danigon. Ignorant la réalité de la menace, les soldats allemands restaient prudents étant donné la vigueur des échanges de tirs. Toutefois, ils parvinrent à blesser quelques maquisards. La fuite s'opéra alors dans la débâcle et le groupe se divisa en plusieurs escouades partant dans plusieurs directions. Alors même que certains gagnaient Magny-Danigon et Clairegoutte, des camions allemands amenaient des renforts. Une quarantaine de maquisards furent arrêtés, et huit furent emmenés pour un interrogatoire. Le reste des hommes fut fusillé dos au cimetière de Magny-Danigon. Les huit jeunes hommes furent ramenés au cimetière afin d'y être fusillés du fait de l'interrogatoire stérile. Trois furent sortis des rangs (un sera déporté), les cinq autres furent abattus.

## Bilan
Au total, 40 hommes de 18 à 36 ans furent fusillés à Magny-Danigon le 18 septembre 1944, et 20 à Offemont le 16 septembre 1944. Ces derniers appartenaient en partie ou en totalité à un groupe de maquisards n'ayant pas été arrêté à Magny-Danigon et Clairegoutte.

## Postérité
Des stèles et des monuments rendent hommage aux maquisard fusillés à Magny-Danigon, Clairegoutte et dans d'autres communes.

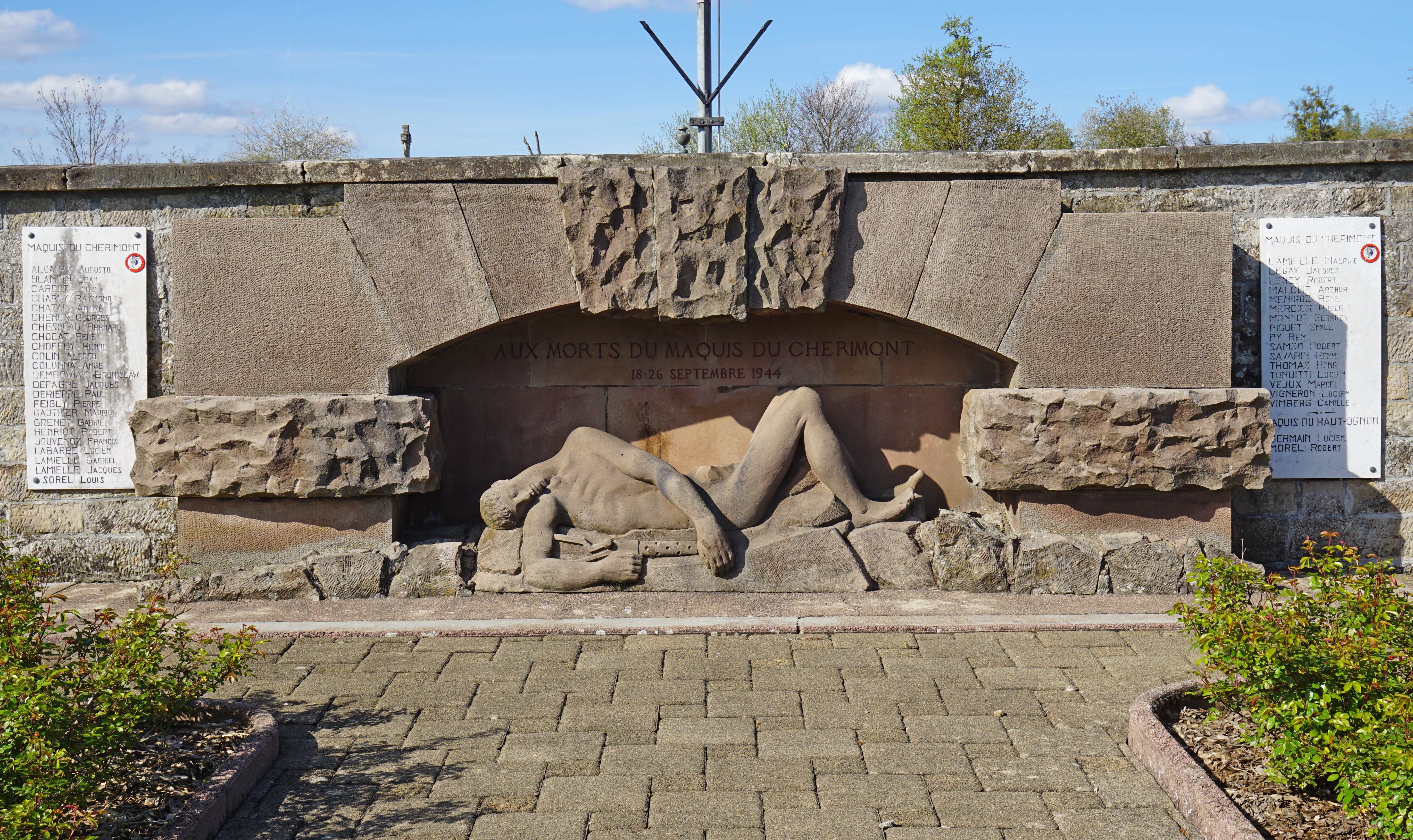
Monument commémoratif à Magny-Danigon.
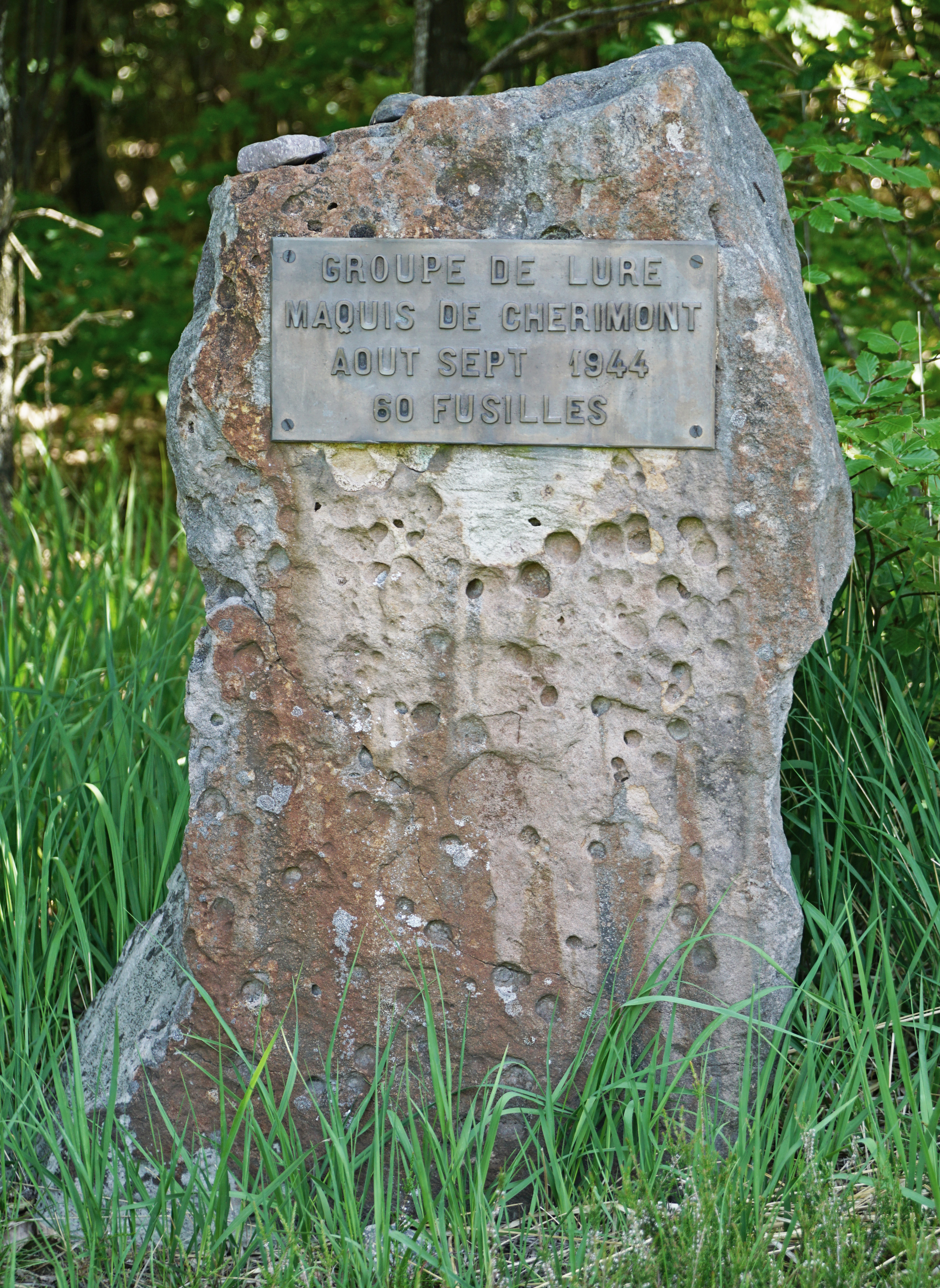
Stèle des fusillés à Clairegoutte.
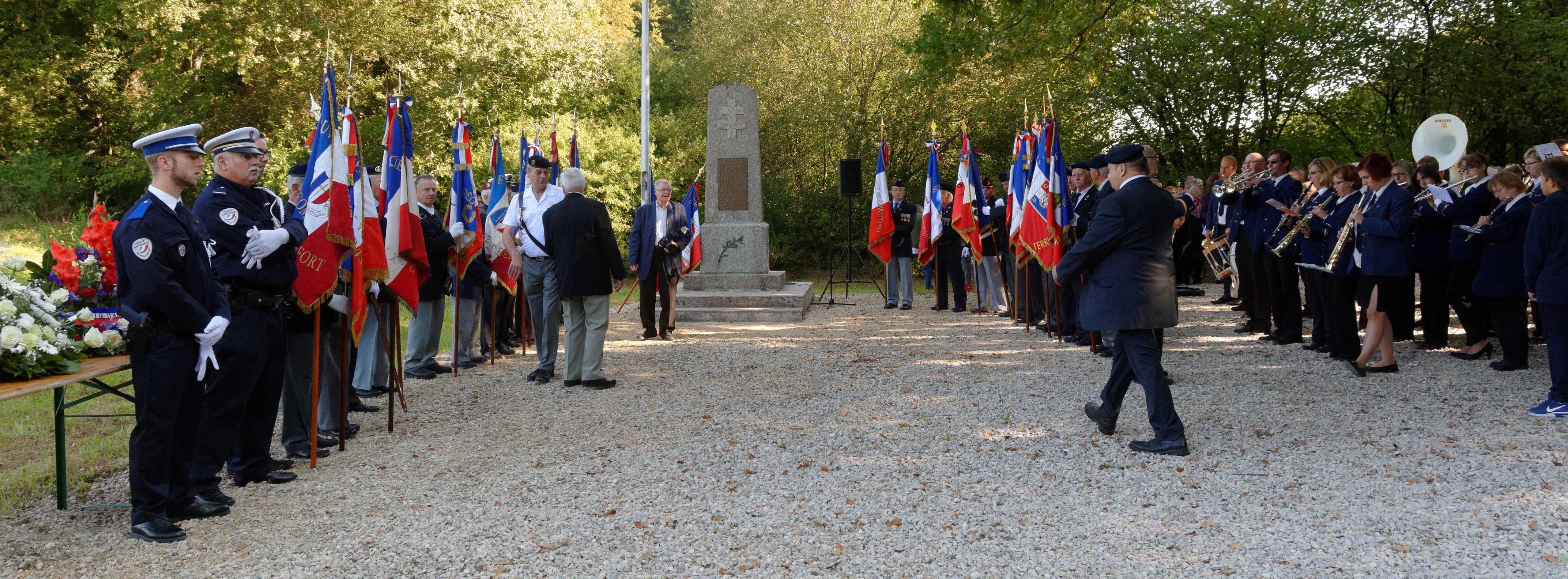
Commémoration à Offemont.